# Anzeiger Region Bern
Der Anzeiger Region Bern ist eine unabhängige Wochenzeitung, die sich auf das politische, wirtschaftliche, gesellschaftliche und kulturelle Geschehen in der Stadt und Region Bern konzentriert. Sie wurde im Dezember 2023 neu konzipiert und erscheint seitdem in digitaler Form. Der Verlag Scribentes Media mit Sitz in Belp ist für die Herausgabe verantwortlich.

## Geschichte

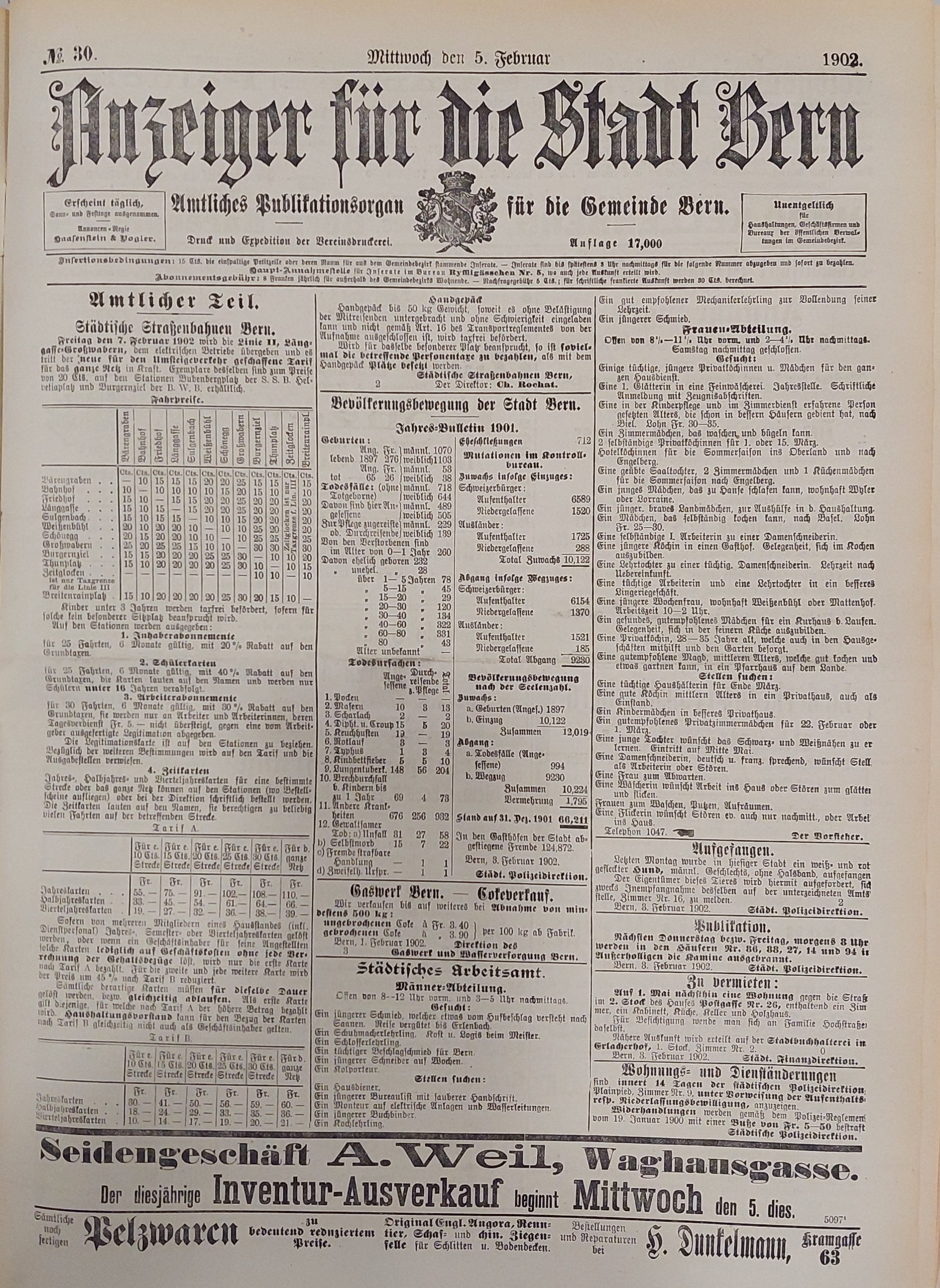
Ausgabe vom 5. Februar 1902

Die Geschichte des Anzeigers Region Bern begann im späten 19. Jahrhundert. Ab etwa 1890 war die Verbandsdruckerei in Bern für den Druck zuständig. 1986 wurde der damalige Anzeiger für die Stadt Bern in Stadtanzeiger Bern umbenannt. 1995 wurde die Konzession von der Berner Tagblatt Medien AG (BTM) an den Bund-Verlag übertragen. Für den Vertrieb war das zur BTM gehörende Druckunternehmen Büchler Grafino zuständig. Um das Jahr 2000 erfolgte die Fusion mit dem Anzeiger rund um Bern zum Anzeiger Region Bern.
2020 kam es zu einem Management-Buy-out, und es wurde angekündigt, dass der Anzeiger künftig als digitale Publikation erscheinen soll. Bis Ende 2023 war er das offizielle amtliche Publikationsorgan der Stadt und Region Bern und wurde kostenlos an alle Haushalte, Unternehmen und Verwaltungen im Verteilgebiet verteilt. Ab Januar 2024 übernahmen die Verbandsgemeinden wieder selbst die Verantwortung für ihre Amtspublikationen, was zur Auflösung des Gemeindeverbands Anzeiger Region Bern führte.
Im Zuge dieser Veränderungen wurde der Anzeiger Region Bern von Scribentes Media als unabhängige Regionalzeitung weitergeführt. Die erste Ausgabe im neuen Format erschien im Dezember 2023 und wurde von einer sechsköpfigen Redaktion unter der Leitung von Fabian Christl verantwortet.
Der Anzeiger Region Bern ist Mitglied in der WEMF.

## Konzept und Inhalt
Der Anzeiger Region Bern bietet eine Mischung aus politischen Recherchen, Interviews, Hintergrundberichten, Porträts und Reportagen. Die Artikel zeichnen sich durch politische Ausgewogenheit aus und richten sich an ein breites Publikum in der Region Bern. Mit einer Auflage von rund 50'000 Exemplaren erreicht die Zeitung etwa 30 Prozent aller Haushalte und Unternehmen im Verteilgebiet.

## Aktuelle Entwicklungen
Im Oktober 2024 kündigte der Verlag an, dass die Printausgabe des Anzeigers vorerst eingestellt wird und die Zeitung bis zum Frühling 2025 ausschliesslich digital erscheint. Gleichzeitig wurde an einem Neustart der Printversion gearbeitet, mit dem Ziel, die Zeitung künftig zweimal monatlich herauszugeben.
Die digitale Ausgabe wird weiterhin von einer kleinen Redaktion betreut, unterstützt von freien Mitarbeitenden. Parallel dazu wird an der Gründung eines gemeinnützigen Vereins oder einer Stiftung gearbeitet, die die Herausgabe des Anzeigers langfristig sichern soll.
Im Januar 2025 wurde bekannt, dass sich das Mutterhaus des Scribentes-Verlags, die SR Medien Group AG, in Nachlassstundung befindet.